# Circuito cittadino di Biscayne Bay
Il circuito cittadino di Biscayne Bay è un circuito cittadino situato nella città di Miami, in Florida. È stato utilizzato dalle monoposto di Formula E nella prima stagione della categoria per l'E-Prix di Miami.

## Tracciato
Il tracciato, si compone di 8 curve per un totale di 2.170 metri, e si snoda nel centro della città. Percorre la zona della baia di Biscayne, girando attorno alla AmericanAirlines Arena, che ospita le partite casalinghe dei Miami Heat, squadra di basket della NBA.